# Moserius percoi
Moserius percoi је животињска врста класе Crustacea која припада реду Isopoda. 

## Угроженост
Ова врста се сматра рањивом у погледу угрожености врсте од изумирања.

## Распрострањење
Словенија је једино познато природно станиште врсте.

## Станиште
Врста Moserius percoi има станиште на копну.